# Франсиско Морено
Франсиско Паскасио Морено (на испански: Francisco Pascacio Moreno) е аржентински географ, изследовател на Патагония.

## Ранни години (1852 – 1873)
Роден е на 31 май 1852 година в Буенос Айрес, Аржентина, в заможно семейство. Учи в църковно училище и през ваканциите, заедно с баща си, провежда продължителни екскурзии като събира вкаменелости, прави хербарии, препарира животни. На 14-годишна възраст в бащиния си дом организира природонаучен музей. През 1872 г. се дипломира, участва в създаването на Аржентинското географско дружество и предприема първата от множеството си след това експедиции в Патагония, които с малки прекъсвания продължават до 1897 година. Със своите пътешествия Морено реално „открива“ Патагония за света.

## Експедиционна дейност (1873 – 1897)
През 1873 г. изследва долното течение на река Рио Негро в Патагония.
През 1874 г. преминава над 1200 км по крайбрежието на Патагония от устието на Рио Негро до устието на река Санта Крус, като последователно пресича долните течения на реките Чубут, Рио Десеадо и Рио Чико (Южна). Връща се по море в Буенос Айрес.
През 1875 г. тръгва от Буенос Айрес на югозапад, като последователно пресича Влажната (източна) и Сухата (западна) Пампа. Преминава река Рио Колорадо и навлиза в Северна Патагония в горния басейн на Рио Негро. Изкачва се по река Лимай (дясна съставяща на Рио Негро) до изворите ѝ – езерото Науел-Уапи (544 км2, 41°05′ ю. ш. 71°20′ з. д. / 41.083333° ю. ш. 71.333333° з. д., на 770 м надморска височина, дълбочина до 440 м). Изследва част от Патагонските Анди в района на горното течение на Лимай (39º 32` – 42º ю.ш.). На север от езерото Науел-Уапи открива редица езера, в т.ч. езерото Уечулафкен (подхранващо река Лимай) и открива, че някои от тях имат отток към Тихия океан чрез реките Калие-Калие и Пуело.
През 1876 г., заедно с Карлос Мария Мояно тръгва от долното течение на река Чубут и достига на юг до устието на река Санта Крус. През 1877 двамата се изкачват по Санта Крус и окончателно откриват извора ѝ – езерото Архентино (1466 км2, 50°15′ ю. ш. 72°30′ з. д. / 50.25° ю. ш. 72.5° з. д.), и че в него от север се влива река Леона, изтичаща от езерото Виедма. Още по-нагоре и по-на север на 14 февруари откриват езерото Сан Мартин (1010 км2), оттичащо се в Тихия океан – в Бейкър фиорд.
С тази си експедиция Морено окончателно доказва, че в южната част на Андите има меридионална котловина, заета от множество езера, които имат отток и към Атлантическия и към Тихия океан и не съществува висок вододелен хребет. Четиригодишното си пътешествие описва в публикуваната през 1879 г. в Буенос Айрес книга: „Viaje a la Patagonia Austral emprendido bajo los auspicion del Gobierno Nacional 1876 – 1877“.
През лятото на 1879 – 1880 г. на юг от река Чубут пресича от изток на запад Централна Патагония по 44º ю.ш. до източните склонове на Патагонските Анди. От там продължава на север и изследва предпланинския район до 39º ю.ш. По време на експедицията Морено е пленен от индианците теуелче и осъден на смърт. Един ден преди изпълнението на присъдата успява да се спаси и се завръща невредим в Буенос Айрес.

### Аржентинско-Чилийски граничен договор
През 1881 г. Аржентина и Чили подписват договор за границата помежду им, съгласно който тя трябва да премине по най-високите точки на Патагонските Анди. Формулировката е доста разтеглива, ако се вземе под внимание слабата изученост на огромния планински район, разделящ двете страни. Демаркацията на границата върви бавно и много често се стига до сериозни погранични спорове. Предимството се оказва на страната на Аржентина, която в лицето на Морено има много по-голяма представа за характера на релефа в района и която в крайна сметка печели от неточната формулировка на договора.
От 1882 до 1895 г. Морено по указание на аржентинското правителство картира източните склонове на Чилийско-Аржентинските Анди между 23º и 34º ю.ш.
През 1896 г., следвайки от север на юг покрай източните склонове на Андите, Морено достига до езерото Буенос Айрес и през 1897 г. завършва топографските си картирания до Магелановия проток. Паралелно с него същата дейност изпълнява на западните склонове на планината неговия чилийски колега Ханс Щефен.
През 1897 г. публикува книгата си „Reconnaissance de la region Andine“ (в превод „Разузнаване на Андийската област“), в която описва 15-годишните си изследвания по аржентино-чилийската граница.

## Следващи години (1897 – 1919)
Освен експедиционна дейност Морено развива и активна политическа и обществена дейност. Той е директор на антропологичния музей в Буенос Айрес, шеф на комисията от аржентинска страна по демаркацията на границата с Чили.
От 1888 до 1906 година е директор на основания от него природонаучен музей, който е първи по рода си в Южна Америка. От 1911 година до смъртта си е заместник-директор на националния съвет по образование. През 1912 година основава първата скаутска организация в Аржентина и същата година придружава като консултант американския президент Теодор Рузвелт по време на обиколката му в Патагония.
Умира в Буенос Айрес на 22 ноември 1919 година на 67-годишна възраст.

## Памет
Неговото име носят:
- град Перито Морено (46°36′ ю. ш. 70°56′ з. д. / 46.6° ю. ш. 70.933333° з. д.) в Аржентина, провинция Санта Крус;
- ледник Перито Морено (50°29′ ю. ш. 73°03′ з. д. / 50.483333° ю. ш. 73.05° з. д.) в Аржентина, провинция Санта Крус, стичащ се в езерото Архентино;
- национален парк Перито Морено (47°49′ ю. ш. 72°15′ з. д. / 47.816667° ю. ш. 72.25° з. д.) в Аржентина, провинция Санта Крус.